# Соколов, Апостол
Апостол Соколов (болг. Апостол Соколов; 23 октября 1917 — 12 июня 1987) по прозвищу Поцо — болгарский футбольный вратарь. На клубном уровне он играл за «Левски» (София), «Князь Кирилл» (София) и «Спартак» (София). Провёл 15 матчей за Болгарию в 1940-х и 1950-х годах, представлял страну на летних Олимпийских играх 1952 года.
Соколов за свою карьеру считался одним из лучших вратарей Восточной Европы. Его считают первым голкипером, который начал уходить с линии ворот, как современные голкиперы, и даже Лев Яшин сказал, что Соколов был его вдохновителем. У него были хорошие рефлексы и чувство позиции, но прежде всего он запомнился своим новаторским стилем игры.
Его сын Георгий Соколов был одним из самых талантливых болгарских футболистов, игравших на позиции вингера или нападающего за «Левски» и сборную Болгарии.

## Карьера

### Клубная карьера
Соколов начал свою карьеру в футбольном клубе «Болгария» (София). В 1939 году присоединился к «Левски». После шести игр за первую команду (три в чемпионате страны и три в Царском кубке) Соколов перешел в софийский «Спартак». Затем он играл за «Князь Кирилл», прежде чем вернулся в «Левски» в 1944 году.
1 июня 1947 года Соколов отразил решающий пенальти в финале Кубка Болгарии против пловдивского «Ботева», что помогло «Левски» выиграть 1-0. Вместе с «Левски» он выиграл два титула чемпиона республики, один титул группы «А» и три кубка Болгарии.
По профессии был телеграфистом.

### Международная карьера
Соколов впервые выступил за сборную Болгарии 6 июля 1947 года в возрасте 29 лет, команда проиграла дома со счетом 3-2 против Румынии на Кубке Балкан. За время работы в сборной он в четырёх матчах отстоял на «ноль». Соколов был включен в сборную Болгарии на летних Олимпийских играх 1952 года и 15 июля сыграл против Советского Союза (счёт 2:1). Последний из его 15 матчей за сборную пришелся на отборочный матч чемпионата мира 1954 года против Чехословакии 8 ноября 1953 года, который закончился со счётом 0-0.

## Награды

### Клуб
Левски София
- Чемпионат Республики (2): 1946, 1947
- Группа А: 1948-49 .
- Кубок Болгарии (3): 1946, 1947, 1949